# W poszukiwaniu deszczowego drzewa
W poszukiwaniu deszczowego drzewa (ang. Raintree County) – amerykański melodramat kostiumowy z 1957 w reżyserii Edwarda Dmytryka. Jest adaptacją powieści Rossa Lockridge′a Jr, której akcja toczy się w trakcie wojny secesyjnej.

## Zarys fabuły

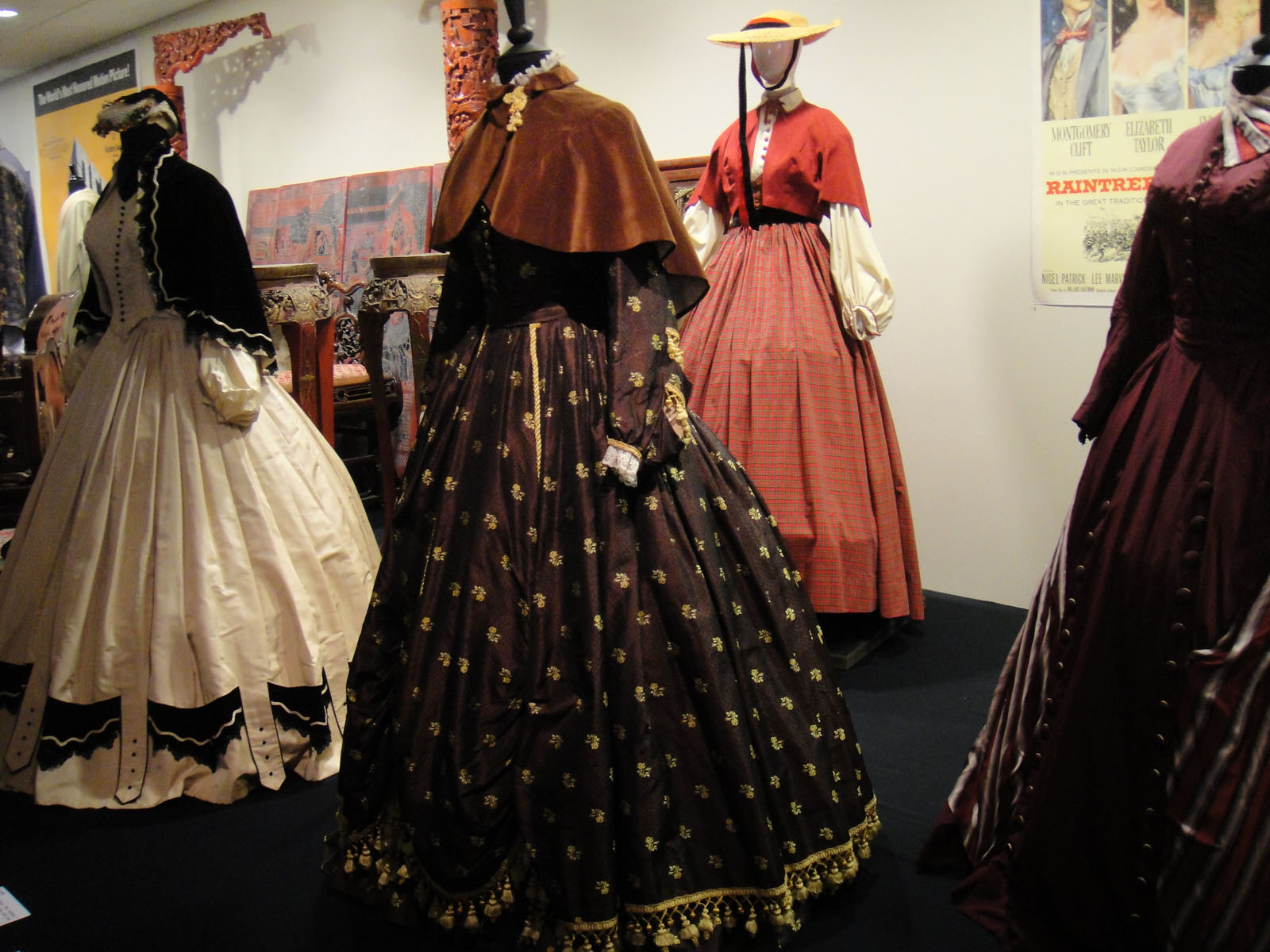
Sukienki, które nosiła Elizabeth Taylor w filmie

John Wickliff Shawnessy poznaje piękną Susannę Drake. Dla niej porzuca swoją młodzieńczą miłość Gaither i bierze z nią ślub. Wkrótce John dowiaduje się, że Susanna oszukała go przed ślubem co do bycia w ciąży, jednak wybacza jej to. Między małżonkami narastają różnice, problemem jest też irracjonalne zachowanie młodej żony oraz jej sekrety z przeszłości. Wkrótce wybucha amerykańska wojna domowa, a Susanna ucieka na południe razem z synkiem Jimmym. John zaciąga się do wojska i bierze udział w walkach, w nadziei że znajdzie żonę i syna.

## Obsada
- Elizabeth Taylor – Susanna Drake
- Montgomery Clift – John Wickliff Shawnessy
- Lee Marvin – Orville Flash Perkins
- Eva Marie Saint – Nell Gaither
- Russell Collins – Niles Foster
- Rhys Williams – Ezra Gray
- Tom Drake – Bobby Drake
- Jarma Lewis – Barbara Drake
- Walter Abel – T.D. Shawnessy
- Agnes Moorehead – Ellen Shawnessy
- Nigel Patrick – Prof. Jerusalem Webster Stiles

## Nagrody i nominacje
Oscary za rok 1957
- Najlepsza scenografia i dekoracje wnętrz – William A. Horning, Urie McCleary, Edwin B. Willis, Hugh Hunt (nominacja)
- Najlepsze kostiumy – Walter Plunkett (nominacja)
- Najlepsza muzyka  – Johnny Green (nominacja)
- Najlepsza aktorka – Elizabeth Taylor (nominacja)

Złote Globy 1957
- Najlepszy aktor drugoplanowy – Nigel Patrick (nominacja)